# Slovenská extraliga ledního hokeje 2005/2006
Sezóna 2005/2006 byla 13. ročníkem Slovnaft extraligy. Vítězem se stal tým MsHK Žilina.

## Konečná tabulka základní části
| Poř | Tým                      | B  | V  | VP | R  | PP | P  | Skóre   | +/- |
| --- | ------------------------ | -- | -- | -- | -- | -- | -- | ------- | --- |
| 1   | HK Ardo Nitra            | 99 | 31 | 0  | 6  | 1  | 16 | 161-119 | +42 |
| 2   | HC Košice                | 92 | 27 | 3  | 5  | 1  | 18 | 157-115 | +42 |
| 3   | HKm Zvolen               | 88 | 25 | 5  | 3  | 1  | 20 | 158-158 | 0   |
| 4   | HK Dukla Trenčín         | 84 | 25 | 1  | 7  | 3  | 18 | 112-97  | +15 |
| 5   | HC ŠKP Poprad            | 82 | 22 | 4  | 8  | 1  | 19 | 130-119 | +11 |
| 6   | MsHK Žilina              | 80 | 24 | 0  | 8  | 1  | 21 | 136-122 | +14 |
| 7   | HC Slovan Bratislava     | 76 | 22 | 3  | 4  | 1  | 24 | 140-143 | -3  |
| 8   | HK 36 Skalica            | 70 | 18 | 3  | 10 | 1  | 22 | 128-134 | -6  |
| 9   | MHk 32 Liptovský Mikuláš | 44 | 12 | 0  | 8  | 3  | 31 | 105-174 | -69 |
| 10  | MHC Martin               | 43 | 12 | 0  | 7  | 6  | 29 | 119-165 | -46 |

## Hráčské statistiky základní části

### Kanadské bodování
Toto je konečné pořadí hráčů podle dosažených bodů. Za jeden vstřelený gól nebo přihrávku na gól hráč získal jeden bod.
| Poř. | Hráč             | Tým                  | Z  | G  | A  | B  | TM  | +/- |
| ---- | ---------------- | -------------------- | -- | -- | -- | -- | --- | --- |
| 1.   | Erik Weissmann   | HKm Zvolen           | 52 | 30 | 29 | 59 | 54  | 11  |
| 2.   | Richard Šechny   | HKm Zvolen           | 51 | 14 | 37 | 51 | 132 | -4  |
| 3.   | Ľubomír Kolník   | HK Ardo Nitra        | 54 | 28 | 20 | 48 | 42  | 24  |
| 4.   | Martin Hujsa     | HC Slovan Bratislava | 40 | 25 | 22 | 47 | 54  | 9   |
| 5.   | Daniel Babka     | HKm Zvolen           | 54 | 11 | 35 | 46 | 82  | 7   |
| 6.   | Stanislav Gron   | MsHK Žilina          | 54 | 21 | 24 | 45 | 34  | 13  |
| 7.   | Tomáš Chrenko    | HK Ardo Nitra        | 54 | 17 | 28 | 45 | 30  | 1   |
| 8.   | René Jarolin     | HK 36 Skalica        | 53 | 26 | 16 | 42 | 94  | 4   |
| 9.   | Richard Hartmann | HK 36 Skalica        | 54 | 12 | 29 | 41 | 72  | 7   |
| 10.  | Petr Pavlas      | HC Slovan Bratislava | 52 | 5  | 36 | 41 | 28  | 2   |

## Vyřazovací boje
|  | Čtvrtfinále          | Čtvrtfinále   |               |   | Semifinále | Semifinále |  |  | Finále | Finále |
|  |                      |               |               |   |            |            |  |  |        |        |
|  |                      |               |               |   |            |            |  |  |        |        |
|  | HK Ardo Nitra        | 4             |               |   |            |            |  |  |        |        |
|  | HK Ardo Nitra        | 4             |               |   |            |            |  |  |        |        |
|  | HK 36 Skalica        | 3             |               |   |            |            |  |  |        |        |
|  | HK 36 Skalica        | 3             | HK Ardo Nitra | 2 |            |            |  |  |        |        |
|  |                      |               | HK Ardo Nitra | 2 |            |            |  |  |        |        |
|  |                      | MsHK Žilina   | 4             |   |            |            |  |  |        |        |
|  | HKm Zvolen           | MsHK Žilina   | 4             | 0 |            |            |  |  |        |        |
|  | HKm Zvolen           |               |               | 0 |            |            |  |  |        |        |
|  | MsHK Žilina          | 4             |               |   |            |            |  |  |        |        |
|  | MsHK Žilina          | 4             | MsHK Žilina   | 4 |            |            |  |  |        |        |
|  |                      |               | MsHK Žilina   | 4 |            |            |  |  |        |        |
|  |                      | HC ŠKP Poprad | 3             |   |            |            |  |  |        |        |
|  | HC Košice            | HC ŠKP Poprad | 3             | 4 |            |            |  |  |        |        |
|  | HC Košice            |               |               | 4 |            |            |  |  |        |        |
|  | HC Slovan Bratislava | 0             |               |   |            |            |  |  |        |        |
|  | HC Slovan Bratislava | 0             | HC Košice     | 0 |            |            |  |  |        |        |
|  |                      |               | HC Košice     | 0 |            |            |  |  |        |        |
|  |                      | HC ŠKP Poprad | 4             |   |            |            |  |  |        |        |
|  | HK Dukla Trenčín     | HC ŠKP Poprad | 4             | 0 |            |            |  |  |        |        |
|  | HK Dukla Trenčín     |               |               | 0 |            |            |  |  |        |        |
|  | HC ŠKP Poprad        | 4             |               |   |            |            |  |  |        |        |
|  | HC ŠKP Poprad        | 4             |               |   |            |            |  |  |        |        |

## První čtvrtfinále
- HK Ardo Nitra - HK 36 Skalica 4 : 5 ( 1 : 1, 2 : 0, 1 : 3 - 0 : 1)
- HK Ardo Nitra - HK 36 Skalica 5 : 1 ( 3 : 1, 1 : 0, 1 : 0 )
- HK 36 Skalica - HK Ardo Nitra 4 : 3 na TS ( 2 : 1, 0 : 1, 1 : 1 , 0 : 0 - 1 : 0)
- HK 36 Skalica - HK Ardo Nitra 0 : 1 ( 0 : 1, 0 : 0, 0 : 0 )
- HK Ardo Nitra - HK 36 Skalica 3 : 1 ( 2 : 0, 0 : 0, 1 : 1 )
- HK 36 Skalica - HK Ardo Nitra 4 : 3 na TS ( 0 : 2, 1 : 0, 1 : 0 , 0 : 0 - 1 : 0)
- HK Ardo Nitra - HK 36 Skalica 3 : 1 ( 1 : 0, 1 : 1, 1 : 0 )
- Do semifinále postupuje HK Ardo Nitra 4 : 3 na zápasy

## Druhé čtvrtfinále
- HC Košice - HC Slovan Slovnaft Bratislava 4 : 3 (2 : 2, 2 : 1, 0 : 0)
- HC Košice - HC Slovan Slovnaft Bratislava 4 : 3 (1 : 2, 2 : 0, 0 : 0)
- HC Slovan Slovnaft Bratislava - HC Košice 0 : 2 (0 : 0, 0 : 1, 0 : 1)
- HC Slovan Slovnaft Bratislava - HC Košice 2 : 3 (0 : 0, 0 : 1, 2 : 2)
- Do semifinále postupuje HC Košice 4 : 0 na zápasy

## Třetí čtvrtfinále
- HK mesta Zvolen - MsHK Žilina 1 : 2 na TS (0 : 1, 1 : 0, 0 : 0, 0 : 0 - 0 : 1)
- HK mesta Zvolen - MsHK Žilina 2 : 3 (1 : 1, 0 : 0, 1 : 1, 0 : 1 )
- MsHK Žilina - HK mesta Zvolen 3 : 2 (1 : 0, 1 : 1, 0 : 1 - 1 : 0 )
- MsHK Žilina - HK mesta Zvolen 4 : 3 (2 : 1, 0 : 2, 1 : 0 - 1 : 0 )
- Do semifinále postupuje MsHK Žilina 4 : 0 na zápasy

## Čtvrté čtvrtfinále
- HC Dukla Trenčín - HC ŠKP Poprad 1 : 2 (1 : 0, 0 : 1, 0 : 1)
- HC Dukla Trenčín - HC ŠKP Poprad 0 : 2 (0 : 1, 0 : 0, 0 : 1)
- HC ŠKP Poprad - HC Dukla Trenčín 3 : 1 (1 : 0, 1 : 1, 1 : 0)
- HC ŠKP Poprad - HC Dukla Trenčín 2 : 1 (0 : 0, 1 : 0, 1 : 1)
- Do semifinále postupuje HC ŠKP Poprad 4 : 0 na zápasy

## První semifinále
- HC Košice - HC ŠKP Poprad 3 : 5 (3 : 3, 0 : 1, 0 : 1)
- HC Košice - HC ŠKP Poprad 2 : 3 (1 : 2, 0 : 0, 1 : 1)
- HC ŠKP Poprad - HC Košice 2 : 1 (0 : 0, 0 : 1, 2 : 0)
- HC ŠKP Poprad - HC Košice 4 : 0 (1 : 0, 1 : 0, 2 : 0)
- Do finále postupuje HC ŠKP Poprad 4 : 0 na zápasy

## Druhé semifinále
- HK Ardo Nitra - MsHK Žilina 6 : 2 (3 : 0, 1 : 0, 2 : 2)
- HK Ardo Nitra - MsHK Žilina 2 : 3 PP (2 : 0, 0 : 1, 0 : 1 - 0 : 1)
- MsHK Žilina - HK Ardo Nitra 3 : 2 PP (0 : 0, 0 : 1, 2 : 1 - 1 : 0)
- MsHK Žilina - HK Ardo Nitra 2 : 1 (1 : 0, 1 : 1, 0 : 0 )
- HK Ardo Nitra - MsHK Žilina 3 : 2 (1 : 0, 1 : 0, 1 : 2)
- MsHK Žilina - HK Ardo Nitra 1 : 0 (0 : 0, 1 : 0, 0 : 0 )
- Do finále postupuje MsHK Žilina 4 : 2 na zápasy

## Finále
| Utkání   | Finalista     |      | Finalista     | Výsledek                               | Branky |
| -------- | ------------- | ---- | ------------- | -------------------------------------- | --- |
| 1.utkání | HC ŠKP Poprad | ---- | MsHK Žilina   | 4 : 3 (1 : 2, 1 : 0, 2 : 1)            | 05:29 Arne Kroták, 38:19 Miroslav Škovira, 42:20 Arne Kroták, 50:38 Juraj Faith 02:45 Michal Kokavec, 10:25 Václav Král, 45:35 Robert Rehák |
| 2.utkání | HC ŠKP Poprad | ---- | MsHK Žilina   | 2 : 3 (1 : 1, 0 : 2, 1 : 0)            | 09:15 Miroslav Škovira, 41:04 Juraj Faith 01:15 Rudolf Verčík, 26:11 Michal Hreus, 26:38 Jaroslav Jabrocký                                  |
| 3.utkání | MsHK Žilina   | ---- | HC ŠKP Poprad | 3 : 2 (1 : 1, 1 : 0, 1 : 1)            | 14:08 Tomáš Oravec, 25:33 Václav Král, 44:47 Michal Kokavec 16:43 Miroslav Škovira, 45:37 Arne Kroták                                       |
| 4.utkání | MsHK Žilina   | ---- | HC ŠKP Poprad | 2 : 3 PP (1 : 1, 0 : 1, 1 : 0 - 0 : 1) | 01:20 Martin Opatovský, 44:02 Stanislav Gron 02:37 Miroslav Javín, 21:38 Viktor Kubenko, 61:41 Arne Kroták                                  |
| 5.utkání | HC ŠKP Poprad | ---- | MsHK Žilina   | 5 : 1 (1 : 0, 2 : 1)                   | 09:34 Miroslav Škovira, 22:06 Jan Kopecký, 39:23 Miroslav Javín, 47:27 Slavomír Pavličko, 59:59 Pavol Zavacký 59:29 Václav Král             |
| 6.utkání | MsHK Žilina   | ---- | HC ŠKP Poprad | 2 : 1 PP (0 : 1, 1 : 0, 0 : 0 - 1 : 0) | 35:34 Roman Kontšek, 63:15 Dalibor Kusovský 06:37 Arne Kroták                                                                               |
| 7.utkání | HC ŠKP Poprad | ---- | MsHK Žilina   | 1 : 4 (1 : 0, 0 : 2, 0 : 2)            | 15:45 Arne Kroták 29:04 Roman Kontšek,32:16 Gabriel Špilár, 57:25 Michal Hreus, 58:10 Gabriel Špilár                                        |

Celkový vítěz MsHK Žilina 4 : 3 na zápasy nad HC ŠKP Poprad

## All-Star-Team
| Pozice  | Jméno             | Tým           |
| ------- | ----------------- | ------------- |
| Brankář | Miroslav Lipovský | MsHK Žilina   |
| Obránce | Peter Podhradský  | HC Košice     |
| Obránce | Dušan Milo        | HK Ardo Nitra |
| Útočník | Miroslav Kováčik  | HK Ardo Nitra |
| Útočník | Andrej Kollar     | HK Ardo Nitra |
| Útočník | Arne Kroták       | HC ŠKP Poprad |

## Baráž o extraligu
- MHC Martin (poslední tým extraligy) - HC Topoľčany (vítěz 1. ligy) 4:0 na zápasy